# 451
Cette page concerne l'année 451  du calendrier julien. Pour l'année 451 av. J.-C., voir 451 av. J.-C. Pour le nombre 451, voir 451 (nombre).
L'année 451 est une année commune qui commence un lundi.

## Événements
- Avril : Attila remonte le Danube puis entre dans l’Empire romain à hauteur de Mayence[1].
- 7 avril : siège de Metz par l'armée d'Attila, qui prend ensuite la route de Reims et de Troyes[1], par Châlons, Épernay, Paris et Orléans. 
  - Attila, roi des Huns, envahit la Gaule avec une armée composée de Huns mais aussi de Burgondes, d'Alamans, de Thuringes, de Gépides, de Suèves, de Ruges, de Skires, d'Hérules et même de Francs[2]. Cette invasion est sans doute motivée par la décision l'année précédente de l'empereur d'Orient Marcien de refuser de continuer à payer le tribut à Attila. Celui-ci préfère alors se jeter sur l'empire d'Occident, proie en pleine déliquescence, plutôt que sur l'empire d'Orient.
  - L'évêque de Châlons-en-Champagne, Alpin, décide Attila à abandonner l'attaque de la ville le 28 mai pendant les fêtes de la Pentecôte[3].
  - L'évêque de Troyes, Loup, aurait arrêté Attila sous les murs de la cité[1].
  - Geneviève, patronne de Paris, convainc les habitants de Lutèce de ne pas abandonner leur cité aux Huns. Selon la tradition chrétienne, elle détourne la colère d'Attila par ses prières.
  - Il est probable que la ville d'Auxerre fut saccagée par des Huns lors de la marche de leur armée  vers Orléans.

- 26 mai[4] ou 2 juin[5] : les Arméniens révoltés sont vaincus par la Perse lors de la bataille d'Avarayr. Vardan II Mamikonian trouve la mort.

- 14 juin : les Huns subissent un revers devant Orléans défendue par Agrippinus et l’évêque Aignan. Ils rebroussent chemin, mais sont rattrapés par Aetius, arrivé d'Italie[2].

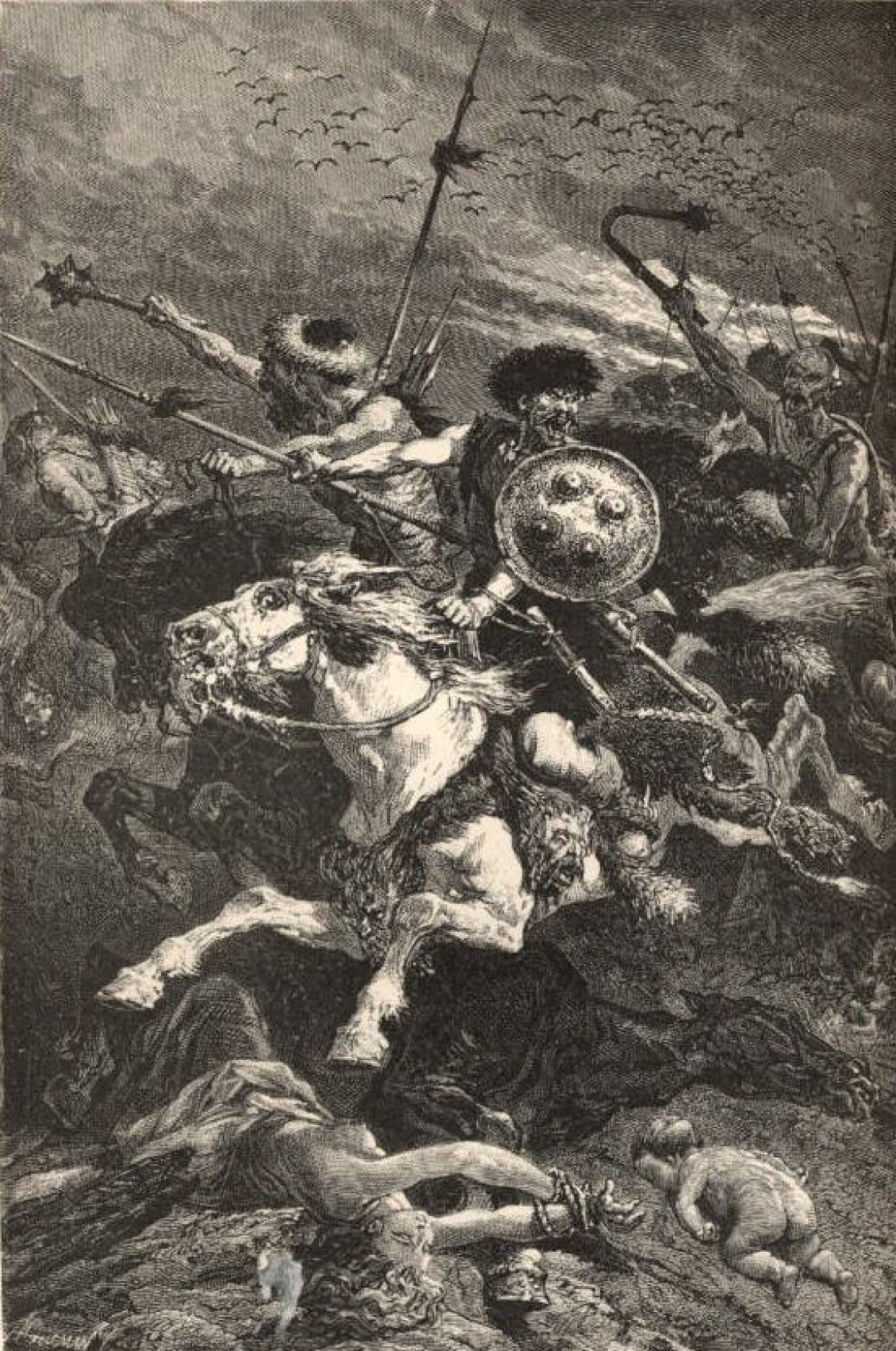
20 juin : Les Huns à la bataille de Châlons, illustration par A. De Neuville (1836-1885).

- 20 juin : Attila est battu aux champs Catalauniques[6]par les romains du général Aetius, aidés par les Burgondes, les Francs, les Wisigoths de Théodoric Ier et les Saxons.
  - Thorismond est proclamé roi des Wisigoths sur le champ de bataille après la mort de Théodoric Ier, tué après une chute de cheval[7] par l’Ostrogoth Andages, fils d’Andela, de la dynastie des Amales[8] (fin de règne en 453).
- 28 juin : passage de la comète de Halley[9].

- Automne[10] : rentré chez lui, Attila menace l’Empire d’Orient de recommencer la guerre s’il ne reçoit pas le tribut habituel. Il ne reçoit pas personnellement les émissaires orientaux conduits par Apollonius, mais réclame des cadeaux de l’empereur, ce qu’Apollonius refuse sans négociation[2].

- 8 octobre : ouverture du concile de Chalcédoine où siègent des représentants du pape. Le concile proclame qu'il existe deux natures en Jésus-Christ ; une nature divine et une nature humaine, qu'il est à la fois vrai Dieu et vrai homme. La doctrine monophysite est condamnée. Les patriarches de Rome et de Constantinople sont placés à égalité, interdiction de la simonie, reconnaissance du monachisme… Le patriarche d’Alexandrie Dioscore est déposé et exilé. Sa condamnation attise les luttes religieuses et oppose les monophysites d’Alexandrie, d’Antioche et d’Aksoum aux Grecs orthodoxes de Constantinople, appelés les melkites (de melk : roi)[11].
  - Prôtérios remplace Dioscore comme patriarche d'Alexandrie (451-457) [12].
  - Théodose devient évêque monophysite de Jérusalem (451-457) en opposition avec Juvénal[13].

- Aetius, au sommet de sa gloire, fiance son fils Gaudentius à la fille de Valentinien III, Eudoxie, préparant pour sa descendance la dignité impériale. Cette perspective déchaîne les colères de la cour[14].

## Naissances en 451
- Brigitte d'Irlande.

## Décès en 451
- 20 juin : Théodoric Ier aux Campus Mauriacus (Champs Mauriaques ou Catalauniques).